# Nlakhwane
Nlakhwane est une ville du Botswana.